# Thiết bị khởi động được

Ổ cứng, CDROM và thanh USB có thể được định dạng và tạo thành các thiết bị khởi động được

Trong khoa học máy tính thì thuật ngữ thiết bị khởi động được (bootable device) thường dùng để chỉ các thiết bị khởi động thoả mãn thêm các điều kiện sau:
1. Bản thân thiết bị đó có chứa các dữ liệu khởi động được (như là một hệ điều hành chẳng hạn)
2. Thiết bị có khả năng liên lạc và tiếp nhận sự chuyển giao quyền điều khiển máy từ BIOS
3. Một khi được chuyển giao quyền điều khiển thì thiết bị sẽ tiếp tục giao trả quyền điều khiển này cho một dữ liệu khởi động được mà nó chứa trong kho lưu trữ riêng thông qua quá trình khởi động mồi.

Các thí dụ thường thấy của thiết bị khởi động được là: ổ cứng có cài đặt hệ điều hành, các loại CDROM có khả năng tự khởi động (như là các CDROM)

## Đặc điểm
- Đặc điểm chung của các thiết bị khởi động được là chúng luôn luôn có một đoạn mã để thực thi việc khởi động mồi.  Hiện nay, hai phương pháp được dùng rất rộng rãi cho các thiết bị khởi động được là sử dụng bộ tải khởi động (bootloader) và sử dụng MBR.
- Điều kiện để một thiết bị có khả năng khởi động được là BIOS của máy phải có tính năng hỗ trợ cho thiết bị này trong việc khởi động mồi. Thí dụ, hầu hết trong các máy tính PC ngày nay đều hỗ trợ cho việc khởi động qua các CDROM và đĩa mềm. Tuy nhiên, trong các hệ máy của thập niên 1970-1980 thì hầu như khả năng khởi động này chỉ có cho đĩa mềm. Một số hệ máy mới đã có khả năng khởi động trực tiếp lên các DVD và các thanh USB cắm thẳng vào cổng USB.
- Một thiết bị khởi động được không nhất thiết chỉ chứa một hệ điều hành mà

- Nó có thể chỉ có một phần cần thiết của hệ điều hành như trương hơp dĩa mềm khởi động được của DOS chỉ cần có io.sys, msdos.sys và lệnh cơ bản command.com là đủ
- Nó có thể có nhiều hơn một dữ liêu khởi động được, mà trường hợp này thường phải dùng một bộ tải khởi động để cho người sử dụng lựa chọn.  Thường thấy nhất là các ổ cứng được cài đặt hai hệ điều hành bao gồm Linux và Microsoft Windows.

## Nguyên tắc chung để chế tạo
- Ngoài yêu cầu hỗ trợ về BIOS, nghĩa là khối mã BIOS trên máy phải cung cấp các dịch vụ cho phép nó kiểm nghiệm và giao quyền điều khiển cho thiết bị, thì ở nơi chứa đữ liệu khởi động được cần phải theo một tiêu chuẩn chung để BIOS có thể giao quyền.
- Thí dụ1: đối với các đĩa CDROM định dạng theo theo chuẩn ISO9660 và để sử dụng chuẩn cho CD khởi động được là El torito. Cách thiết kế thông thường là ở cung (sector) thứ 17 (viết dạng hexdecimal là 11h) sẽ phải chứa một bản khởi động trong đó có một nơi ghi lại địa chỉ của danh mục khởi động (boot catalog). Nội dung của danh mục khởi động sẽ là danh sách các ảnh khời động (boot image) mỗi ảnh khởi động sẽ bắt đầu cho một khối dữ liệu khởi động được.
- Thí dụ2: Đối với các đĩa cứng, đĩa mềm, hay thanh USB thì có thể đặt vào cung đầu tiên của các ổ nhớ này một chương trình MBR hay một bộ tải khởi động
- Trong cả hai thí dụ thì các lệnh jump và các ngắt BIOS sẽ giúp máy khởi động được lên thiết bị.

## Ứng dụng
Các ứng dụng hiện nay của thiết bị khởi động được bao gồm:
1. Tạo ra các dĩa CD hay DVD dùng để cài đặt các hệ điều hành mới lên các máy tính mà trước đây phải dùng đĩa mềm.
2. Tạo ra các "hệ điều hành lưu động" gọn nhẹ trên đó thường có các chương trình tiện ích. Đặc biệt các thanh nhớ USB rất tiện lợi trong công tác này vì ngoài khả năng lưu trữ, các dữ liệu có thể được viết ra hay viết lại lên trên thanh ghi và với kích thước nhỏ thanh ghi có thể được cắm vào bất kì hệ thống máy tính nào có hỗ trợ cho việc khởi động trên ổ USB. Một số hãng như HP đã tận dụng khả năng này để cung cấp các phần mềm hỗ trợ cho các cài đặt đặc biệt trên máy mà không cần phải cài đặt các phần mềm này vào ổ cứng.
3. Những kết quả nghiên cứu gần đây (2000-2006) đã cho phép các thiết bị khởi động được có khả năng dò tìm ra các thiết bị đặc thù trên máy của người tiêu dùng, từ đó tải lên các bộ điều vận thích hợp, đặc biệt là nó có thể trực tiếp ra lệnh nối mạng để thực thi các thao tác chuyên môn mà không cần phải khởi động ổ cứng.